# WASP-17
WASP-17 — звезда в созвездии Скорпиона на расстоянии около 1304 световых лет от нас. Вокруг звезды обращается, как минимум, одна планета.

## Характеристики
WASP-17 принадлежит к классу жёлто-белых звёзд. Она немного превосходит по массе Солнце — всего в 1,2 раза. Температура поверхности звезды составляет приблизительно 6550 кельвинов, а её возраст оценивается в 3 миллиарда лет.

## Планетная система
В 2009 году группа астрономов, работающих с телескопом SuperWASP, объявила об открытии планеты WASP-17 b в системе. Это газовый гигант, имеющий массу, равную половине массы Юпитера и радиус, превышающий юпитерианский почти в 2 раза. Из-за низкой плотности относится к рыхлым планетам. Он обращается очень близко к родительской звезде — на расстоянии около 0,05 а.е. и совершает полный оборот за 3,73 суток.